# Горлозен
Горлозен (њем. Gorlosen) општина је у њемачкој савезној држави Мекленбург-Западна Померанија. Једно је од 89 општинских средишта округа Лудвигслуст. Према процјени из 2010. у општини је живјело 538 становника. Посједује регионалну шифру (AGS) 13054035.

## Географски и демографски подаци
Горлозен се налази у савезној држави Мекленбург-Западна Померанија у округу Лудвигслуст. Општина се налази на надморској висини од 20 метара. Површина општине износи 53,1 km². У самом мјесту је, према процјени из 2010. године, живјело 538 становника. Просјечна густина становништва износи 10 становника/km².